# Schwarzeck (Ammergauer Alpen)
Das Schwarzeck ist ein Berg in den Trauchbergen am nördlichen Rand der Ammergauer Alpen. Er erhebt sich wenig eigenständig im langen Kamm,
der sich von der Niederbleick bis zum Wolfskopf zieht.
Der bewaldete höchste Punkt lässt sich von der nahen Forststraße aus erreichen.